# Xã Columbus City, Quận Delaware, Ohio
Xã Columbus City (tiếng Anh: Columbus City Township) là một xã thuộc quận Delaware, tiểu bang Ohio, Hoa Kỳ. Năm 2010, dân số của xã này là 4.738 người.